# Ett ärligt liv
Ett ärligt liv (lit. ‘Una vida honesta’) és una pel·lícula de drama i thriller sueca que es va estrenar a Netflix el 31 de juliol de 2025, després d'haver estat posposada a partir del 2024. És dirigida per Mikael Marcimain, amb un guió escrit per Linn Gottfridsson. La pel·lícula està basada en la novel·la homònima de Joakim Zander. S'ha subtitulat al català.

## Sinopsi
La pel·lícula gira al voltant d'en Simon, que arriba a Lund per començar a estudiar dret a la universitat. Tanmateix, aviat es decebrà amb el sistema educatiu. Durant una marxa de protesta, coneix la noia anarquista Max i se n'enamora.

## Repartiment
- Simon Lööf – Simon
- Nora Rios – Max
- Peter Andersson – Chales
- Lucas Grimstedt - Fredde
- Fabian Hedlund – Victor
- Willy Ramnek Petri – Robin
- Arvid von Heland – Gustaf
- Nathalie Merchant – Dinah
- Christoffer Rigeblad – Ludvig
- Alice Andersson – Alice
- Christoffer Sylve
- Viktor Månsson
- Lucas Wittich
- Adrian Steene
- Lisa Norrestam
- Eline Hansson